# Горцы от ума
Горцы от ума – российское комедийное скетч-шоу.

## История создания
Скетч-шоу «Горцы от ума» появилось в 2008 году. Серии выходили на официальном сайте проекта hahachkala.ru, Youtube и Молодёжь ТВ. Первые пять сезонов также выходили на DVD.
Основной состав шоу гастролировал с концертами по многим городам России, а также в США и Казахстане.

## Актёры
- Эльдар Иразиев (с 2008)
- Юсуп Омаров (с 2008)
- Халил Мусаев (с 2008)
- Хаджимурад Набиев (с 2008)
- Рукият Халидова (Абдурахманова) (с 2008)[12]
- Омар Алибутаев (с 2012)
- Карим Омаров (с 2020)
- Эльвин Агаев (с 2021)
- Арсен Шафиев (с 2023)
- Тольян Аверьянов (с 2023)

## Выпуски
| Сезон | Количество выпусков | Год  |
| ----- | ------------------- | ---- |
| 1     | 25                  | 2008 |
| 2     | 18                  | 2010 |
| 3     | 16                  | 2011 |
| 4     | 40                  | 2012 |
| 5     |                     | 2014 |

## Награды
- 2016 – «Серебряная кнопка» от YouTube[13].
- 2017 – Благодарность Главы Республики Ингушетия[14].

## Критика
Обозреватель газеты «Дагестанская правда» Тагират Гасанова писала: «Мой младший сын после этих «горцев» стал точно также таращить глаза, сопровождая каждое слово междометиями а-ля Иразиев. А старший со смехом говорил, что ему захотелось по примеру героев фильма засесть в ресторане с дружками, глушить водку и выкрикивать бессвязные слова. Хорошо, что длилось это у них недолго — дня два-три».
Бывший главный редактор газеты «Черновик» Надира Исаева писала: «Посмотрите «юмористические» ролики группы бывших дагестанских КВН-щиков «Горцы от ума» в YouTube. Они изображают дагестанцев идиотами с одной извилиной в голове и ненормированной русской речью. У роликов сотни тысяч, даже миллионы просмотров. «Горцы от ума» словно сговорились с сайтом «Кавказпресс» в мировом виртуальном пространстве формировать о своих сородичах мнение как о дебилах. Только если «Кавказпресс» – издание федеральное, подконтрольное спецслужбам России, то «Горцы от ума» – продукт местных «деятелей культуры». Вообще-то, людей, делающих из своего народа посмешище, принято считать национал-предателями».